# Slogaštvo
Slogaštvo pomeni v slovenski zgodovini zadnje tretjine 19. stoletja sodelovanje liberalne in konzervativne struje. Njegov nastanek postavimo v čas po prvem razcepu slovenske politike 1872 - 1876. Od tu naprej sta obe struji vodili slovensko politiko v državnem zboru ter deželnih zborih in za volitve so postavljali skupne kandidate.

## Predzgodovina slogaštva - staroslovenci in mladoslovenci
Staroslovenci so politična smer in tabor v slovenskem političnem in kulturnem razvoju v šestdesetih in sedemdestih letih 19. stoletja in so nasprotna skupina mladoslovencem, opisanim spodaj. Zgled za to poimenovanje so vzeli iz češkega političnega življenja (staročehi in mladočehi). Ta delitev se je začela v šestdesetih letih 19. stoletja ter postala očitna ob vprašanju časopisja po letu 1865. Znano ime te dobe je Janez Bleiweis, ki se je zavzemal za slovenski časopis v nemščini; menil je namreč, da bodo tako Nemci bolj seznanjeni s slovenskimi zahtevami in jih tako podprli. Nasprotja med staroslovenci in mladoslovenci pa se kažejo predvsem iz liberalne in svobodomiselne usmeritve mladoslovencev ter naraščajočega nasprotovanja temu veljaku ter t. i. prvakom. Bleiweis je užival velik ugled na začetku ustavne dobe (1861), le-ta pa je začel upadati, ko so se porodila številna kulturna ter druga vprašanja: kje bo ljubljanska čitalnica, ali naj izhaja politični časopis stranke v slovenščini ali nemščini, ali je dovoljena kritika o politiki Slovencev v državnem zboru, ali naj se prvo mesto nameni Francetu Prešernu ali Jovanu Koseskemu idr. V teh napadih so ves čas poudarjali, da ne sme nihče misliti drugače kakor Bleiweis in da o vsem odloča sam. Le primer tega se odraža v pesmi Josipa Stritarja Dunajski soneti, ki govori da »sega Bleiweisova oblast od Drave do Soče in da ga Slovenija »moli enoglasno« ...«.  Najbolj osovražen med prvaki, ki naj bi imel med drugim tudi prevelik vpliv na Bleiweisa, pa je bil Etbin Henrik Costa.
Mladoslovenci so politična smer ter tabor v šestdesetih ter na začetku sedemdesetih let let 19. stoletja Proti prej omenjenemu Bleiweisu tako odločno nastopi Fran Levstik, ki je leta 1863 urejal časopis Naprej. Pri tem so ga podprli predvsem Slovenci zunaj Kranjske. Vrhunec delovanja je struja dosegla z organiziranjem slovenskih taborovov v letih 1868-1871, kjer so bile do takrat najbolj množično podprte zahteve po slovenskem uradovanju in slovenskem učnem jeziku v osnovnih ter srednjih šolah, po enakopravnosti slovenskega jezika v vseh deželah, v katerih so prebivali Slovenci, najbolj pa je izstopala ideja, ki se je imenovala Zedinjena Slovenija. Mladoslovenci so s Tabori postali prvaki prvega vseslovenskega gibanja s političnimi zahtevami. Vsrkavali in sprejemali so liberalne ideje svojega časa v svetovnem oziru, vendar pa so zavračali liberalne vlade, liberalno februarsko ustavo ter politično organizirani liberalizem v takratni Avstriji. 
Ustanovili so politični časopis (kot kontrapunkt Bleiweisovim Novicam) Slovenski narod, ki je začel izhajati leta 1868 v Mariboru, katerega prvi urednik je bil do leta 1871 Anton Tomšič, nasledil pa ga je Josip Jurčič. Večino ustanoviteljev so predstavljali rodoljubi iz Štajerske, v glasilu pa so predvsem kritizirali dozdevni oportunizem staroslovencev ob glasovanju za decembrsko ustavo na Dunaju leta 1867 ter premajhno politično odločnost, v nadaljnjem ustavnem življenju države, ko so imeli staroslovenci še vedno večino državnozborskih poslancev, pa njihovo domnevno premajhno angažiranost za realiziranje ideje Zedinjene Slovenije. Časopis je tudi ostro kritiziral nemškutarje (Slovence, ki so podpirali ustavi verni tabor); tj. nemške liberalce, ki jih je imel za odpadnike slovenstva.

## Politična usmeritev
Kljub vsej slogi je imela vsaka od obeh struj svojo politično usmeritev: katoliška je izdajala svoj časopis Slovenec, liberalna pa že prej omenjeno glasilo Slovenski narod. V imenu sloge so liberalci upoštevali »krščansko« in »katoliško podlago« kompletne politike. Za katoliškim taborom po moči v stranki in zaradi močnih položajev v mestih ter tudi na podeželju niso zaostajali. Vseeno pa je občasno prihajalo do trenj in nastopov proti uradnim slogaškim kandidaturam na volitvah. Konec sloge ter nastanek ločenih katoliških in liberalnih strank v devedesetih letih 19. in v začetku 20. stoletja na Kranjskem, Štajerskem ter Goriškem so prinesla vedno večja nasprotja  ter nova katoliška miselnost.
Slogaštvo so neuspešno poskušali ohraniti zadnji slogaški politiki, kot sta bila Miroslav Ploj ter Franc Jurtela.